# Martin Hedström
Martin Hedström, född 23 december 1962 i Göteborg, är en svensk musiker och kapellmästare. Han har arbetat och turnerat som gitarrist med artister som Magnus Uggla, Orup, Eva Dahlgren, Carola Häggkvist, Eddie Meduza, Lena Philipsson  och Meja.
2008 åkte Hedström land och rike runt tillsammans med Magnus Uggla i TV-programmet -Var fan är mitt band?. Tillsammans skulle de hitta ett band som de skulle genomföra sin sommarturné med. 2009 åkte han åter landet runt med Uggla för att de skulle leta aktörer till en revy. Programmet hette Var fan är min revy!

## Melodifestivalen
I Melodifestivalen 2006 skrev han tillsammans med Lars "Dille" Diedricson och Ingela "Pling" Forsman Jag ljuger så bra som framfördes av Linda Bengtzing
Till Melodifestivalen 2008 skrev han tillsammans med Lars "Dille" Diedricson Alla gamla X åt gruppen Face-84.
Scotts fick bidraget Jag tror på oss i Melodifestivalen 2009 som Hedström skrev tillsammans med Lars "Dille" Diedricson och Ingela "Pling" Forsman.